# خليط البيض

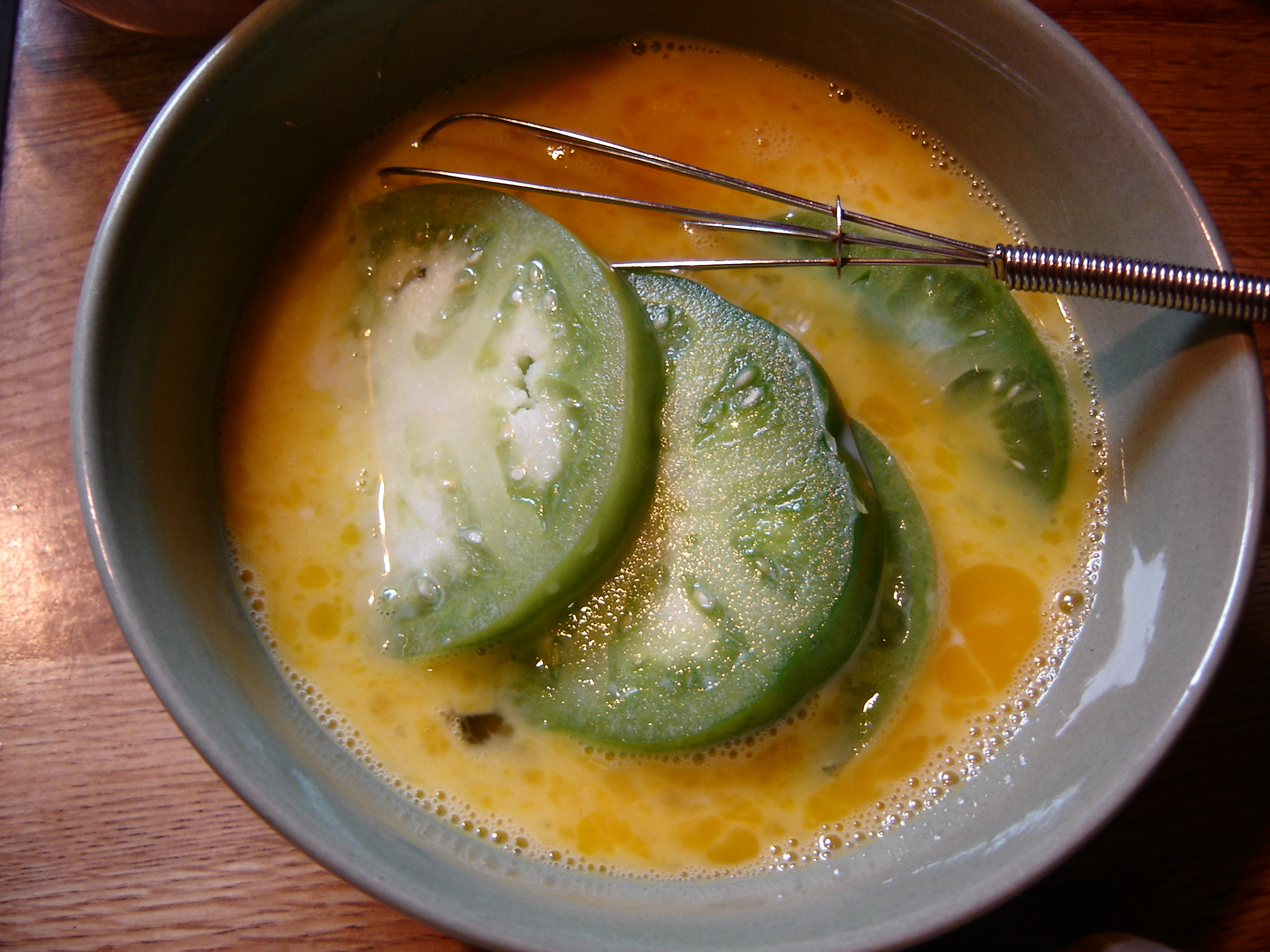
طماطم خضراء في خليط البيض

خليط البيض هو مضروب ومخلوط البيض السّائل، وأحياناً يُمزج مع سائل آخر كالماء أو الحليب، والذي يُمسح به على سطح المعجنات قبل الخَبْز. يُستخدم خليط البيض أيضاً في عملية بقسمطة الأطعمة، مُعطيّاً بذلك طبقة للبقسماط حتى يلتصق. يُستخدم خليط البيض أيضاً على الكالزون أو على السمك أيضاً.

## الاستعمال في المعجنات
كثيراً ما يُستعمل خليط البيض لجعل المعجنات والمخبوزات تبدو أكثر لمعاناً أو لإضفاء اللون الذهبي أو البني، كما تُستخدم أيضاً لمساعدة تغطيات الحلويات أو المعجنات في الالتصاق على سطحها. وكذلك لِلصق أجزاء المعجنات معاً، كما هو الحال في وصفات طبخة الإمبانيدس والإن كروت. يُمكن تحضير خليط البيض بإضافة 30 مل أو ملعقتان كبيرتان من سائل، كالحليب أو الماء لكل بيضة. كلما قل السائل المضاف كلما كانت الصبغة أدكن.

## التنويعات النباتية
يُمكن للخضار أن تحل محل خليط البيض في تغطية المعجنات، مثل الزيوت النباتية، الحليب والزبدة، أو شراب الذرة مُخفف بالماء.